# Ioannis Fetfatzidis
Ioannis Fetfatzidis (en griego: Γιάννης Φετφατζίδης; Drama, prefectura de Drama, 21 de diciembre de 1990) es un exfutbolista griego que jugaba de centrocampista.

## Trayectoria
Tras su aprendizaje en varias academias de fútbol, y tras jugar durante tres años en un club semi-profesional de Atenas, el Keravnos Glyfadas; los tres grandes del fútbol de Grecia (Olympiacos, Panathinaikos y AEK de Atenas) se rifaron su fichaje. Finalmente el entrenador George Arzenis acabó su formación en la academia del Olympiacos y ayudó a su desarrollo administrándole hormona del crecimiento. Hizo su debut con el club en la temporada 2009-10 en liga contra el Atromitos, el 31 de octubre de 2009. Su debut en la Champions League fue en el partido contra el Standard Liège el 4 de noviembre de 2009 sustituyendo a Luciano Galletti en el minuto 39. El 15 de julio de 2010 hizo su debut en la UEFA Europa League contra el Besa Kavajë sustituyendo a Jauoad Zaïri en el minuto 75. Marcó su primer gol en competición europea en el partido de UEFA Europa League contra el Besa Kavajë en el Estadio Georgios Karaiskakis que acabó con una contundente victoria el equipo griego por 6-1. Su primer gol en liga se dio en el partido contra el Skoda Xanthi el 16 de octubre de 2010, tras entrar en sustitución de Dennis Rommedahl; el partido acabó con una victoria para el Olympiacos en el Skoda Xanthi Arena por 0-3. En total ha jugado 16 partidos con el Olympiacos marcando 4 goles y ha conseguido ganar la temporada 2010-11 de la Alpha Ethniki.
En septiembre de 2010 el Olympiacos renovó su contrato hasta 2015 aumentando su salario y estableciendo una cláusula de rescisión de 12,5 millones de euros.

## Selección nacional
Fetfatzidis jugó 3 partidos de clasificación para el mundial sub-21 con la selección juvenil de Grecia, hasta que el seleccionador absoluto de Grecia, Fernando Santos, lo convocó en el equipo griego para la clasificación para la Eurocopa 2012. Debutó como internacional en el partido clasificatorio contra la selección de fútbol de Letonia en el estadio Georgios Karaiskakis en sustitución del Sotiris Ninis en el minuto 89. Su primer y hasta el momento único gol como internacional lo marcó en un amistoso en el AEL FC Arena de Larisa contra la selección de fútbol de Canadá, partido que terminó con la victoria del conjunto local por 1-0.
El 19 de mayo de 2014, el entrenador de la selección griega Fernando Santos incluyó a Fetfatzidis en la lista final de 23 jugadores que representarán a Grecia en la Copa Mundial de Fútbol de 2014 en Brasil.

### Participaciones en Copas del Mundo
| Mundial                        | Sede   | Resultado        |
| ------------------------------ | ------ | ---------------- |
| Copa Mundial de Fútbol de 2014 | Brasil | Octavos de final |

## Clubes
| Club                        | País           | Año       |
| --------------------------- | -------------- | --------- |
| Olympiacos F. C.            | Grecia         | 2009-2013 |
| Genoa C. F. C.              | Italia         | 2013-2015 |
| A. C. ChievoVerona (cedido) | Italia         | 2014-2015 |
| Al-Ahli Saudi F. C.         | Arabia Saudita | 2015-2018 |
| Olympiacos F. C.            | Grecia         | 2018-2019 |
| Aris Salónica F. C.         | Grecia         | 2019-2020 |
| Al-Khor S. C.               | Catar          | 2020-2022 |
| Al-Sailiya S. C.            | Catar          | 2022-2023 |
| SPAL                        | Italia         | 2023      |
| APOEL de Nicosia            | Chipre         | 2023-2024 |
| Aris Salónica F. C.         | Grecia         | 2024-2025 |

## Palmarés

### Títulos nacionales
| Título                      | Club                | País           | Año     |
| --------------------------- | ------------------- | -------------- | ------- |
| Superliga de Grecia         | Olympiacos F. C.    | Grecia         | 2010-11 |
| Superliga de Grecia         | Olympiacos F. C.    | Grecia         | 2011-12 |
| Copa de Grecia              | Olympiacos F. C.    | Grecia         | 2011-12 |
| Superliga de Grecia         | Olympiacos F. C.    | Grecia         | 2012-13 |
| Copa de Grecia              | Olympiacos F. C.    | Grecia         | 2012-13 |
| Liga Profesional Saudí      | Al-Ahli Saudi F. C. | Arabia Saudita | 2015-16 |
| Copa del Rey de Campeones   | Al-Ahli Saudi F. C. | Arabia Saudita | 2015-16 |
| Supercopa de Arabia Saudita | Al-Ahli Saudi F. C. | Arabia Saudita | 2016    |